# Giuseppe Cavallotto

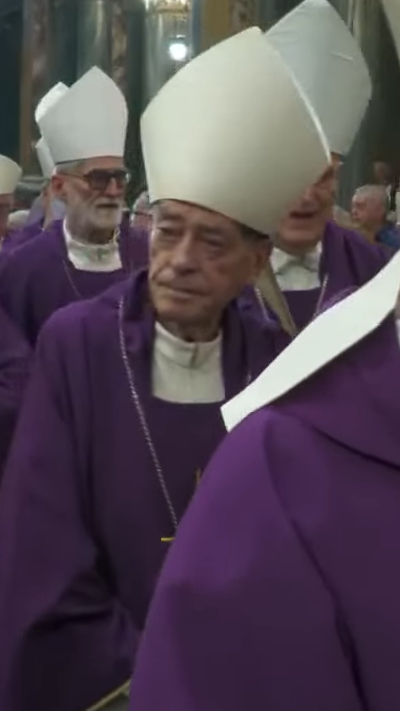
Giuseppe Cavallotto (Juli 2023)

Bischofswappen von Giuseppe Cavallotto

Giuseppe Cavallotto (* 13. Februar 1940 in Noche; † 27. April 2025 in Cuneo) war ein italienischer römisch-katholischer Geistlicher und Bischof von Cuneo und Fossano.

## Leben
Giuseppe Cavallotto empfing nach seiner theologischen Ausbildung im  Priesterseminar von Asti am 29. Juni 1964 die Priesterweihe für das Bistum Asti. Als junger Priester war er drei Jahre lang Direktor des Knabenseminars von Asti. Er setzte seine Studien in Rom fort, um am Pädagogischen Athenäum der Salesianer einen Abschluss in Erziehungswissenschaften zu machen.
Im Laufe der Jahre bekleidete er zahlreiche Ämter: Zentraler kirchlicher Assistent im Nationalen Büro der Katholischen Aktion und Verantwortlicher für die Katechese im ACR-Sektor (1969–1979); Mitglied der CEI-Kommission für die Ausarbeitung des Katechismus für Vorjugendliche (1973–1982); Dozent am Pastoralinstitut „Regina Mundi“ der USMI (1975–1988); Dozent für Katechetik am Institut für Missionskatechese der Päpstlichen Universität Urbaniana (ab 1979); Dozent an der Fakultät für Missionswissenschaft (seit 1985); Mitglied der CEI-Kommission für den Vorschlag des Katechumenats in Italien (seit 1993); Dekan der Fakultät für Missionswissenschaft an der Päpstlichen Universität Urbaniana (seit 1995); Konsultor der Kongregation für die Evangelisierung der Völker (seit 1997). Er war von 2003 bis 2005 Rektor der Päpstlichen Universität Urbaniana.
Papst Benedikt XVI. ernannte ihn am 24. August 2005 zum Bischof von Cuneo und Fossano. Der Erzbischof von Turin, Severino Kardinal Poletto, spendete ihm am 15. Oktober desselben Jahres die Bischofsweihe; Mitkonsekratoren waren Erzbischof Paolo Romeo, Apostolischer Nuntius in Italien und San Marino, und Francesco Guido Ravinale, Bischof von Asti.
Am 9. Oktober 2015 nahm Papst Franziskus seinen altersbedingten Rücktritt an. Nach seinem Rücktritt lebte Cavallotto weiterhin in der Diözese Cuneo, in Fontanelle, und arbeitete in der Seelsorge in der Wallfahrtskirche „Regina Pacis“ mit. Giuseppe Cavallotto starb am 27. April 2025 im Alter von 85 Jahren im Krankenhaus Santa Croce in Cuneo.
Er war Autor verschiedener Werke über Katechese und Katechumenat und hat an verschiedenen Studien- und Pastoralzeitschriften und Wörterbüchern mitgewirkt. 2023 erschien sein Werk Il grido dei profeti. Parole senza tempo (Der Schrei der Propheten. Zeitlose Worte).